# 云中路街道 (呼和浩特市)
云中路街道，是中华人民共和国内蒙古自治区呼和浩特市玉泉区下辖的一个乡镇级行政单位。2024年12月15日由原长和廊街道拆分设立。

## 行政区划
云中路街道下辖以下地区：
大召社区、菩提塔西社区、菩提塔东社区和观音庙社区。